# Aysel Gürel
Aysel Gürel (* 7. Februar 1929 in Denizli; † 17. Februar 2008 in Istanbul) war eine türkische Songschreiberin, Schauspielerin und Dichterin.

## Leben und Karriere
Sie studierte türkische Literatur und Turkologie an der Universität Istanbul.
1983 schrieb sie den Text des türkischen Beitrags zum Eurovision Song Contest Opera für den Interpreten Çetin Alp. Im Jahr 1991 schrieb sie ein weiteres Mal den Text eines türkischen Beitrags. Mit İki Dakika erreichten die Interpreten İzel Çeliköz, Reyhan Karaca und Can Uğurluer den 12. Platz. Viele ihrer Liedtexte wurden von bekannten Interpreten wie Sezen Aksu, Sertab Erener oder Tarkan gesungen und wurden zu großen Hits. Der geschriebene Song Hadi Bakalım, gesungen von Sezen Aksu, gehört auch heute noch zu den bekanntesten türkischen Songs.
Im Jahr 2013 erschien das Tributealbum Aysel'in, auf welchem bekannte türkische Sänger wie Tarkan, Mabel Matiz, Sezen Aksu oder Ajda Pekkan von Gürel geschriebene Songs singen. Das Album wurde im selben Jahr mit einem Altın Kelebek Award in der Kategorie Bestes Musikprojekt ausgezeichnet. Daneben gewann es einen Kral Türkiye Müzik Award. Gemeinsam mit Aysun Kayacı und Kaan Urgancıoğlu trat sie im Jahr 2007 in einem Werbespot für Pepsi auf.
Sie ist die Mutter der türkischen Schauspielerinnen Müjde Ar und Mehtap Ar. Gürel starb im Jahr 2008 an chronischer Bronchitis.

## Geschriebene Songs
- 1982: Firuze (von Sezen Aksu)
- 1986: Değer Mi? (von Sezen Aksu)
- 1988: Sarışın (von Sezen Aksu)
- 1988: Sultan Süleyman (von Sezen Aksu)
- 1991: Hadi Bakalım (von Sezen Aksu)
- 1991: Ne Kavgam Bitti, Ne Sevdam (von Sezen Aksu)
- 1991: Abone (von Yonca Evcimik)
- 1991: Ara Ara (von İzel Çeliköz, Çelik & Ercan)
- 1999: Yanarım (von Sertab Erener)
- 2001: Güle Güle Şekerim (von Sertab Erener)
- 2010: Sevdanın Son Vuruşu (von Tarkan)

## Filmografie
als Schauspielerin:
| - 1952: Yurda Dönüş - 1954: Tek Kollu Canavar - 1954: Meyhane Köşeleri - 1971: Üvey Ana - 1971: Mıstık - 1972: Gümüş Gerdanlık - 1974: Silemezer Gönlümden - 1974: Hop Dedik Kazım - 1976: Öyle Olsun - 1976: Tantana Kardeşler - 1976: Kaybolan Saadet - 1976: Arzu | - 1977: Yansın Bu Dünya - 1977: Vur Gözünün Üstüne - 1977: Enayiler Kralı - 1977: Bir Tanem - 1977: Aşk Dönemeci - 1977: Kan - 1977: Beyaz Kuş - 1986: Kupa Kızı - 1997: Ağır Roman - 2000: Fosforlu Cevriye - 2001: Şarkıcı - 2005: Bendeniz Aysel |

als Komponistin:
- 1989: Arabesk